# Тріоп (син Геліоса)
Тріоп (дав.-гр. Τρίωψ, ім'я означає «трьохокий») — персонаж давньогрецької міфології, один з синів Геліадів бога Геліоса та Роди (або ж Посейдона та Канаки, чи Лапіта та Стілби), брат Електріони та Кірки.
Геліади перевершували інших людей у різних науках, особливо в астрології, зробили багато відкриттів в області мореплавання, а також розмежували добовий час на години. Тенаг був самим обдарованим з них, за що був убитий чотирма своїми братами (Актієм, Макареєм, Кандалом та Тріопом) через заздрощі. Після того, як злочин розкрито, винні втекли з Родосу, зокрема Тріоп — до півострову Херсонес навпроти Родосу, де його очистив від гріху від вбивства місцевий цар Меліссей. Потім він заснував колонію Кнід. Через деякий час відправився до Фессалії, де вступив у союз з дітьми Девкаліона, вигнав пеласгів та за це одержав частину регіону. Але там вирубав священний гай Деметри, через що був змушений покинути Фессалію і відплив до Карії. Там він заснував місто Тріопій і згодом завоював частину Карії. Але Деметра продовжила його переслідувати і наслала змій, які зрештою отруїли його.
За іншою версією колонізацію Кніда і Фессалії зробив його тезка.